# 90-й піхотний полк (Австро-Угорщина)

Військовослужбовці 8–ї роти 90–піхотного полку. 1916 рік.

90-й Галицький піхотний полк Едлера фон Горзецького (нім. k.u.k. Galizisches Infanterieregiment „Edler von Horsetzky“ Nr. 90) — піхотний полк Спільної армії Збройних сил Австро-Угорщини.

## Історія
Полк було сформовано 1 січня 1883 року в Перемишлі шляхом об'єднання чотирьох батальйонів, виключених зі складу 10–го, 40–го, 45–го і 77–го піхотний полків Спільної армії.
З 1883 року по 1904 рік мав назву 90–й Галицький піхотний полк Людвіга Віндіш–Гретца.
Штаб–квартири: Відень (1886), Ярослав (1887, 1905—1914), Жешув (1898—1905). Округ поповнення: Ярослав (№ 90), на території 1–го армійського корпусу, з 1889 року — 10–го армійського корпусу.

## Бойовий шлях
З 18 серпня до 15 вересня 1917 року полк брат участь в Одинадцятій битві при Ізонцо на Італійському фронті. 24 серпня 1-й батальйон полку, виконуючи наказ командування, зайняв нові позиції на захід від пагорба Вольник (956 м.), близько 3 км від Локовець поблизу Чепована.

## Склад
- 1-й батальйон (1889: Перемишль; 1898—1905: Дембиця; 1906—1909: Ярослав; 1910—1914: Сараєво);
- 2-й батальйон (1898: Жешув; 1903—1914: Ярослав);
- 3-й батальйон (1898, 1906—1914: Ярослав, 1903—1905: Жешув);
- 4-й батальйон (1898—1905: Жешув; 1905—1911: Рава-Руська; 1912—1914: Любачів).[1][3]

Національний склад (1914):
- 75 % ― поляки;
- 25 % ― інші національності.[3]

## Почесні шефи
- 1883—1904: генерал кавалерії князь Людвіг Віндіш–Гретц;
- 1904—1918: генерал піхоти Адольф фон Горсецький Едлер де Горнталь.

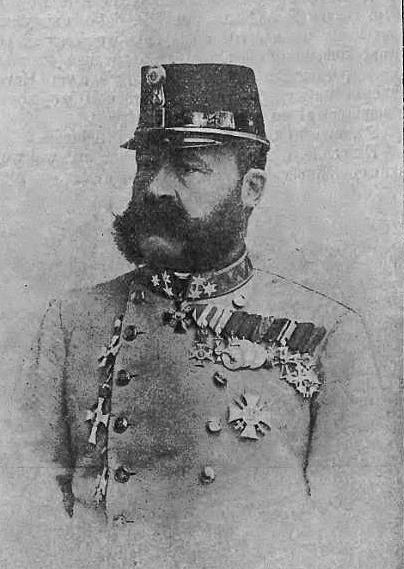
Адольф фон Горсецький Едлер де Горнталь

## Командування
- 1903: Еміль Кастнер;
- 1904—1906: Еміль Колішер;
- 1907—1910: Раймунд Ріттер Бачинський фон Лешкович;
- 1911—1914: Конрад Прусеновський.[3]

## Підпорядкування
Полк входив до складу 3-ї піхотної бригади 2-ї піхотної дивізії. В 1914 році полк (без 2-го батальйону) входив до 4-ї піхотної бригади 2-ї піхотної дивізії, а окремий 1-й батальйон входив до 10-ї гірської бригади 48-ї піхотної дивізії.

## Однострій та символіка

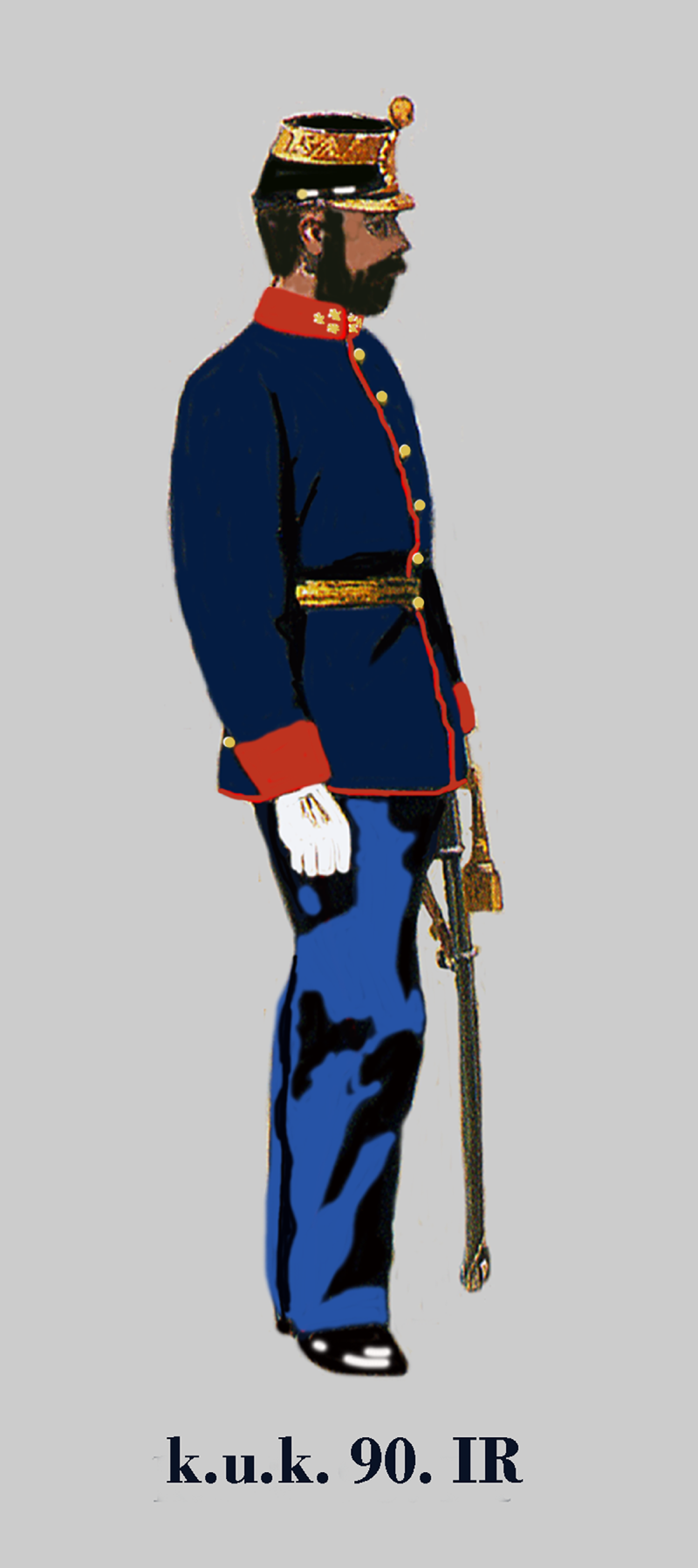
Гауптман 90-го піхотного полку  в парадній формі одягу
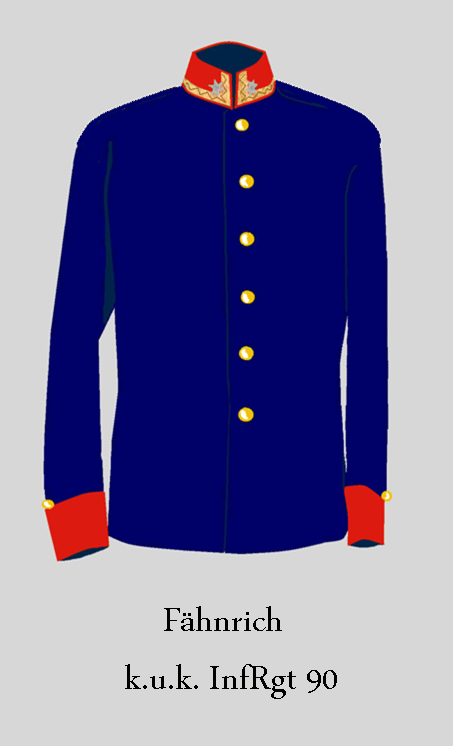
Мундир фенріха 90-го піхотного полку
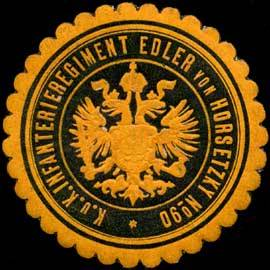
Полкова печатка 90-го піхотного полку

## Військовослужбовці
| Ім'я              | Роки життя   | Звання     | Місце народження | Місце смерті або поховання        |
| ----------------- | ------------ | ---------- | ---------------- | --------------------------------- |
| Бельдигар Антон   | † 30.01.1915 |            |                  | Бохня (Польща), кладовище № 314   |
| Зітхалер Йоганн   | † 11.08.1914 | піхотинець |                  | Бохня (Польща), кладовище № 314   |
| Мазур Станіслав   | † 05.06.1915 | цугсфюрер  |                  | Грибів (Польща), кладовище № 130А |
| Чапковесь Юзеф    |              | піхотинець |                  | Стальова Воля (Польща)            |
| Гоффман Стефан    |              | піхотинець |                  | Стальова Воля (Польща)            |
| Кеппер Стефан     |              | піхотинець |                  | Стальова Воля (Польща)            |
| Московіт Міло     |              | піхотинець |                  | Стальова Воля (Польща)            |
| Цехмейстер Йоганн |              | піхотинець |                  | Стальова Воля (Польща)            |
| Шварцер Ернест    | † 25.08.1917 | лейтенант  |                  | г. Вольник, Локовець (Словенія)   |